# Гоноратив
Гонорати́в (от лат. honor — «честь, почёт, уважение») — «форма вежливости». Грамматическая категория, передающая отношение говорящего к лицу, о котором идёт речь или к которому обращаются.
Характерна прежде всего для «вежливого» японского языка. Существует и в некоторых других языках Азии, например корейском или бирманском. Определённое развитие получила и в некоторых европейских языках, в том числе и в русском, особенно в старом, XVII—XIX веков.

## Формы гоноратива
Выделяются три группы форм гоноратива: собственно гоноративные (уважительные,  почтительные, возвеличивающие), депрециативные (самоуничижительные  – при обращении к вышестоящим, скромные) и нейтральные.
- Гоноративные формы относятся к мелиоративному типу уважительного отношения, когда лексема, наделённая коммуникативной предназначенностью, «возвеличивает» объект уважительного отношения.
- Депрециативные формы представляют пейоративный тип уважительного отношения — самоуничижение говорящего.
- Нейтральные формы одновременно негоноративны и недепрециативны, — они не несут никакой информации об уважительном отношении говорящего к семантическому субъекту/объекту высказывания.

## Формообразование

### Формообразование вяпонском языке
Нейтральные формы являются исходными.
- Гоноративные формы образуются суффиксальным путём в системе глагола (обычно суффиксом -ます -масу).
- Депрециативные формы образуются аналитически в системе глагола.
- Кроме того, имеется пласт депрециативной лексики, например, глаголу -行く -ику («идти») соответствует депрециатив -参る -майру.
- Особые междометия «айдзути».

### Формообразование вкорейском языке
- Существует несколько видов гоноративных суффиксов, использующихся в зависимости от ситуации. Один из этих суффиксов («-наида», сверхвежливая форма, использовалась при обращении к королю, королеве или людям, занимающим высокие должности) в настоящее время используется только в исторических драмах и Библии. Два других («-о» и «-нэ») используются в основном старшим поколением.
- Имеется малое количество депрециативных местоимений («чо» — я, «чохи» — мы).
- У некоторых глаголов есть гоноративные формы (например, спать: «чада» — «чумусида», есть: «мокта» — «тысида», находиться: «итта» — «кесида»).
- Часто используется гоноративный суффикс «-ним», которые обычно присоединяется к профессии человека (например, доктор Ким — Ким паксаним, прокурор О — О комсаним, и т. д.) или к степени родства (отец: «абоджи» — «абоним», мать: «омони» — «омоним», и т. д.). Этот же суффикс неотрывно присоединён к обращению «господин» — «сонсэнъним».

### Формообразование врусском языке
В русском гоноративными функциями обладают:
- «почтительное множественное число»;
- почтительные глаголы;
- формы с использованием глагола «изволить»;
- словоерс.

Примеры:
- «Илья Фёдорович спит» (нейтрально);
- «Илья Фёдорович почивают» (почтительно);
- «Илья Фёдорович почивать изволят» (почтительно);
- «Илья Федорович почивать изволят-с» (подобострастно).

В конце XIX века депрециативный оттенок приобрёл словоерс.

## Гонорифики в других языках

### Английский
Наиболее часто используются гонорифики, помещаемые перед именем того, кому выказывается уважение. В зависимости от пола этого лица будет использовано одно из следующих слов: Mister ([ˈmɪstəɹ], сокр. Mr.) «мистер» — для лиц мужского пола; Mistress [ˈmɪstɹɪs]; Missus ([ˈmɪs.əz], сокр. Mrs.) «миссис»; Miss [mɪs] «мисс», Ms. [mɪz] «мис» — для женского пола. Отличия мисс и миссис в том, что «миссис» — это замужняя женщина или вдова, а «мисс» — незамужняя женщина. Миз используется в ситуациях, когда семейный статус либо неизвестен, либо на нём не хотят акцентировать внимание. Слово Mistress редко используется при устном обращении и имеет дополнительные значения «хозяйка», «госпожа», «владычица» или «любовница». Mx. ([mɪks], [mʌks], реже [ɛmˈɛks]) — нейтральный гонорифик, используемый людьми с небинарной гендерной идентичностью и некоторыми трансгендерными людьми. В Соединённом Королевстве перечисленные гонорифики не обособляются точкой (то есть пишутся как Mr, Ms, Mrs, Mx).
Почётные титулы включают в себя esquire [ɪˈskwaɪəɹ] «эсквайр» (также используется в США по отношению к адвокатам), sir [ˈsɜː(ɹ)] «сэр», sire [saɪə(ɹ)] «сир», lord [lɔːd], «лорд».
По отношению к мальчикам и юношам иногда используется гонорифик Master.
Прочие гонорифики указывают на профессию лица: Doctor, Dr., «доктор, врач»; Coach, «тренер»; Officer, дословно «офицер» (обращение к полицейскому); Father, «отче, святой отец». Указание учёных степеней также можно рассматривать как гонорифик: «Jane Doe, Ph.D», «Джейн Доу, доктор наук».
Иногда гонорифик может заменять имя при обращении, в вооружённых силах подчинённые отвечают на приказ «Да, сэр».
К судье принято обращение Your Honour, «ваша честь», к монарху — Your Majesty или Your Highness, «Ваше Величество/Высочество».

### Немецкий
В немецком языке для уважительного обращения используется личное местоимение третьего лица множественного числа Sie независимо от того, к какому количеству человек обращаются. При этом местоимение пишется с прописной буквы, тогда как в нейтральном значении собственно третьего лица — со строчной (разумеется, если не в начале предложения).
Du hast recht — ты прав.
Ihr habt recht — вы правы (к нескольким лицам без выражения уважения).
Sie haben recht — Вы правы (к одному или нескольким лицам).
sie haben recht — они правы.

### Датский
Существует два местоимения второго лица единственного числа: du, «ты», употребляемое в разговоре как со сверстниками, так и с людьми постарше (часто там, где в русском языке следует употреблять «Вы» — например, при обращении ученика к учителю); и De, подчёркнуто вежливое «Вы», которое употребляется при обращении к очень пожилым и уважаемым людям, к покупателям в некоторых дорогих магазинах, при обращении к королеве.

### Испанский
В испанском языке также наличествует несколько уважительных форм, используемых с именем или без него: señor, señora, señorita аналогичны английским «мистер, миссис, мисс»; licenciado, «бакалавр»; maestro «учитель, мастер, маэстро»; padre «отче, святой отец» и тому подобное.

### Индийские
Индийские гонорифики могут быть как приставками, так и суффиксами. В разных языках Индии возможны разные гонорифики:
- в гуджарати к дяде (а именно к брату матери) обращаются маама; к другу мужского пола — бхай;
- традиционный гонорифический суффикс в языке хинди — -джи. К примеру, с ним зачастую употребляется фамилия Махатмы Ганди — Ганди-джи; ещё чаще этот суффикс используется с личным именем — например, Латаджи для известной киновокалистки Латы Мангешкар.
- в языке маратхи используется суффикс -рао. Мадхава Шинду называют «Мадхав-рао»;
- в тамильском языке имеется гонорифический суффикс аваргал или ваал. Далай-лама для тамильцев — Далай-лама Аваргал;
- гонорифический суффикс в языке телугу — «гару». В телугу Далай-лама станет Далай-лама Гару.

### Украинский
В украинском языке наиболее часто используются гонорифики, помещаемые перед именем того, кому выказывается уважение. В зависимости от пола этого лица будет использовано одно из следующих слов: пан «господин» — для лиц мужского пола; па́ні «госпожа», па́нна «барышня» — для женского пола. Отличия па́ні от па́нни в том, что па́ні — это замужняя женщина или вдова, а па́нна — нет. По отношению к мальчикам и юношам иногда используется гонорифик пани́ч.
Данные гонорифики могут прибавляться к словам, указывающим на профессию или должность лица: пан лі́кар «господин доктор, врач»; па́ні профе́сорка «госпожа профессор».
Также гоноративными функциями обладает почтительное множественное число (пошанна множина), употребляемое как при непосредственном разговоре с теми, кому выказывается уважение, так и при заочных разговорах о них же: Бі́дний дя́дько Пана́с! Вони́ за всіма́ оступа́ються, а всі про́ти них! «Бедный дядя Панас! Он за всех заступается, а все против него!» (И. Тобилевич). Дядько Ле́в каза́ли, що ту́т мені́ даду́ть ґрунте́ць і ха́ту, бо восени́ хотя́ть мене́ жени́ти. «Дядя Лев говорил, что здесь мне даст землицу и хату, ибо осенью хочет меня женить» (Л. Украинка).